# Witness Lee
Witness Lee (chiń. 李常受, pinyin Lǐ Chángshòu; ur. 1905 w Yantai w prowincji Szantung, Chiny, zm. 9 czerwca 1997 w Anaheim, Stany Zjednoczone) – kaznodzieja chrześcijański, nauczyciel i pisarz powiązany z nurtem kościołów miejscowych, bliski współpracownik Watchmana Nee, inicjatora tegoż nurtu, założyciel Living Stream Ministry.

## Życiorys

### Chiny (1905-1949)
Witness Lee wychował się w rodzinie chrześcijańskiej. Uczęszczał do szkoły podstawowej prowadzonej przez Południowych Baptystów, naukę kontynuował w angielskim kolegium misyjnym prowadzonym przez amerykańskich prezbiterian; początkowo związany ze zborem Południowych Baptystów. W kwietniu 1925 doświadczył osobistego nawrócenia pod wpływem nauczania chińskiej ewangelistki Peace Wang. Przez siedem kolejnych lat był członkiem zboru Wolnych Chrześcijan (“Open Brethren”).
W 1925 Witness Lee zetknął się z publikacjami Watchmana Nee i nawiązał z nim korespondencję. Wizyta Watchmana Nee w Yantai latem 1932, podczas której Witness Lee miał okazję poznać go osobiście, miała przełomowy wpływ na dalszą służbę Lee.
Wkrótce po wyjeździe Watchmana Nee Witness Lee z gronem innych chrześcijan zaczął odbywać regularne nabożeństwa. W wyniku wzrostu powstałego w ten sposób kościoła w sierpniu 1933 zrezygnował z pracy zawodowej (był księgowym) i poświęcił się służbie chrześcijańskiej. W październiku 1933 odwiedził Watchmana Nee w Szanghaju, gdzie zatrzymał się u niego na cztery miesiące. Rok później przeprowadził się tam na stałe ze swoją rodziną.
Witness Lee stał się jednym z najbliższych współpracowników i przyjaciół Watchmana Nee (w 1934 był świadkiem na jego ślubie). Watchman Nee powierzył mu prowadzenie swojego wydawnictwa Shanghai Gospel Bookroom, zlecił mu też funkcję redaktora wydawanego w latach 1934-1940 magazynu Chrześcijanin.
Po przeniesieniu się do Szanghaju Witness Lee rozpoczął podróże po całych Chinach, w trakcie których prowadził działalność ewangelizacyjną i ustanawiał kościoły miejscowe. W listopadzie 1937, po wybuchu wojny chińsko-japońskiej, powrócił do Yantai, gdzie pozostał do 1943, prowadząc działalność kaznodziejską w tamtejszym kościele.
Pod koniec 1942, pod wpływem kazań głoszonych przez Witnessa Lee w oparciu o nauki Watchmana Nee, wielu członków kościoła w Yantai doświadczyło ożywienia swej wiary, w wyniku czego część z nich udała się do odległych prowincji w celu głoszenia ewangelii. Działalnością Witnessa Lee zainteresowały się wtedy japońskie wojska okupacyjne, które doprowadziły w maju 1943 do jego aresztowania. Po upływie miesiąca Witness Lee wyszedł na wolność, jednak wskutek złych warunków panujących w więzieniu podupadł na zdrowiu i zachorował na gruźlicę. Rekonwalescencja zajęła mu dwa lata.
Po powrocie do zdrowia kontynuował służbę w Szanghaju i Nankinie. Do 1949, dzięki wspólnej posłudze ewangelizacyjnej Watchmana Nee, Witnessa Lee i innych współpracowników, w ponad 30 prowincjach chińskich powstało przeszło 400 kościołów miejscowych. W kolejnych kilku latach, mimo ograniczeń nakładanych przez komunistów, ruch zanotował szybki przyrost liczebny.
Witnessowi Lee przypisuje się wprowadzenie w Chinach nowej metody ewangelizacji – tzw. osadnictwa misyjnego, polegającego na tworzeniu nowych zgromadzeń za pośrednictwem całych grup rodzin, które przeprowadzały się na tereny objęte pracą ewangelizacyjną. Ze zdobytych doświadczeń korzystał później także na Tajwanie i w Stanach Zjednoczonych.

### Tajwan (1949-1962)
Po dojściu komunistów do władzy Watchman Nee wysłał w maju 1949 Witnessa Lee i kilku innych współpracowników na Tajwan. Zlecił Witnessowi Lee kontynuację poza granicami kraju działalności wydawnictwa, które zmieniło nazwę na Taiwan Gospel Bookroom. Do ich ostatniego spotkania doszło w połowie lutego 1950 w Hongkongu. Po miesięcznych obradach z udziałem grona swych współpracowników Watchman Nee powrócił do Szanghaju, gdzie dwa lata później został skazany przez komunistów na wieloletnie więzienie, zaś Witness Lee wrócił do Tajpej. Witness Lee kontynuował też na Tajwanie głoszenie ewangelii i powoływanie nowych kościołów. Z niespełna pięciuset wierzących, którzy spotykali się tam przedtem lub przybyli z Chin kontynentalnych, w ciągu sześciu lat kościoły na Tajwanie osiągnęły liczbę dwudziestu tysięcy członków. Witness Lee prowadził także pracę ewangelizacyjną w innych krajach Dalekiego Wschodu. W latach 1951–1986 wydawał w języku chińskim magazyn pod tytułem Posługa Słowa.
W latach 1950. Witness Lee nawiązał bliską współpracę z Theodorem Austin-Sparksem (1888-1971), brytyjskim ewangelistą i pisarzem, który dwukrotnie, w 1955 i 1957, przybył na Tajwan i przemawiał na okolicznościowych konferencjach.
Od kwietnia do października 1958 Witness Lee przebywał na zaproszenie w Europie, gdzie przemawiał na różnych konferencjach. W latach 1958–1961 trzykrotnie odwiedził Stany Zjednoczone, dokąd przeprowadził się rok później.

### Stany Zjednoczone (1962-1997)

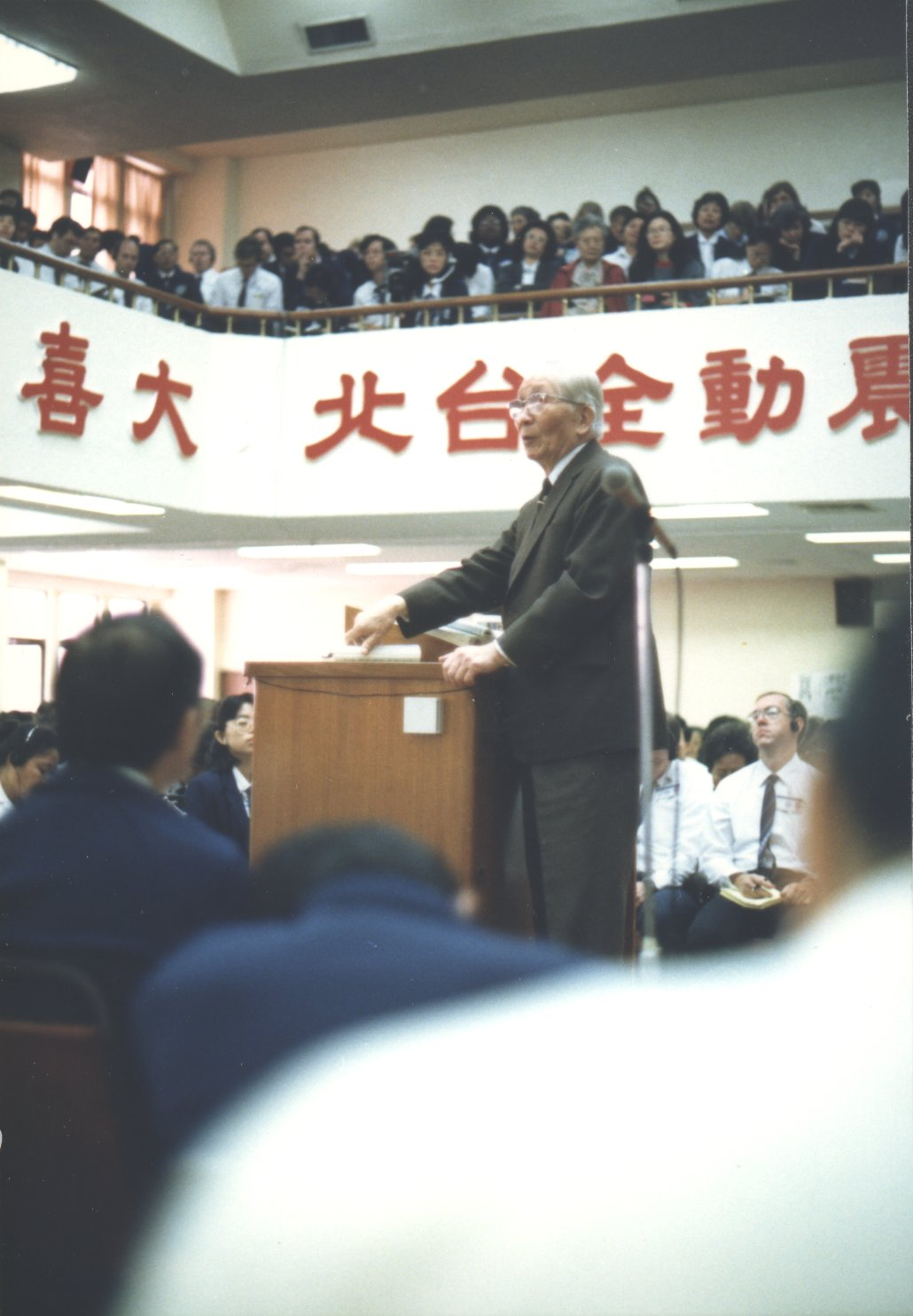
Witness Lee głosi w Tajpej w 1987

Po przeprowadzce do Stanów Zjednoczonych osiadł najpierw w Los Angeles, a od 1974 w Anaheim, w Kalifornii. W latach 1960. i 1970. na zaproszenie licznych grup chrześcijańskich Witness Lee odbył szereg podróży po Stanach Zjednoczonych i Kanadzie. W ciągu trzydziestopięcioletniej służby w Ameryce usługiwał także na cotygodniowych spotkaniach i konferencjach weekendowych. Po przeprowadzeniu się do Stanów Zjednoczonych w dalszym ciągu regularnie jeździł na Tajwan, a także do krajów Dalekiego Wschodu, gdzie odwiedzał Filipiny, Hongkong, Singapur, Indonezję, Malezję, Tajlandię i Japonię. W 1965 rozpoczął działalność w Brazylii i innych krajach Ameryki Łacińskiej, w latach 1970. – w Australii, Nowej Zelandii, Korei Południowej i kilku państwach europejskich. W 1996, na rok przed śmiercią Witnessa Lee, istniało około 250 kościołów miejscowych w Stanach Zjednoczonych i około 2,3 tys. na całym świecie. Członkowie ruchu utrzymują, że w komunistycznych Chinach kościoły miejscowe skupiają ponad 800 tys. wiernych.

## Nauczanie
Witness Lee, odwołując się do praktyki ukazanej w Dziejach Apostolskich, powtarzał za Watchmanem Nee, że wszyscy ludzie wierzący w Chrystusa powinni zachowywać między sobą jedność, czego widocznym wyrazem winien być w sensie administracyjnym jeden kościół, jedno zgromadzenie wiernych w danej miejscowości. Utrzymywał z naciskiem, że termin „kościół miejscowy” nie jest nazwą, lecz jedynie stanowi opis miejscowej natury i wyrazu kościoła, czyli kościoła w danej miejscowości. Z tego powodu ruch nie przyjmuje, poza wyznacznikiem geograficznym (np. kościół w Londynie), określonej nazwy i w pisowni nie stosuje wielkich liter.
Podobnie jak Watchman Nee, zasady wiary, a także porządek zgromadzeń Witness Lee przyswoił w dużej mierze od braci plymuckich, na których praktykach kościoły miejscowe w Chinach początkowo się wzorowały. W dziedzinie eschatologii głosił premillenaryzm. Wprowadził charakterystyczną praktykę modlitwy indywidualnej i zbiorowej, polegającą na częstym wzywaniu imienia Jezusa, przypominającą znaną w środowisku prawosławnym tzw. modlitwę Jezusową, oraz praktykę modlitwy Słowem Bożym, tzw. modlitewne czytanie Słowa (oprócz regularnego czytania Biblii). Nauczał, że w wyniku chrześcijańskiego zbawienia dochodzi między Bogiem a człowiekiem do zawiązania bliskiej więzi, w wyniku której wierzący ulega przebóstwieniu (pogląd szeroko rozpowszechniony zwłaszcza w III-IV wieku na chrześcijańskim Wschodzie). Według Witnessa Lee dzieje się tak dzięki temu, że Bóg w Chrystusie poprzez Ducha Świętego udziela odkupionemu człowiekowi swego boskiego życia i boskiej natury, wskutek czego w wyniku procesu uświęcenia staje się on Bogiem w życiu i naturze, lecz nie w Bóstwie, nigdy nie stając się obiektem czci. Koncepcja udzielania się Boga zakłada, że cała historia zbawienia służy temu, by Bóg mógł wprowadzić samego siebie w ludzkość i zjednoczyć się z nią w Kościele, Ciele Chrystusa, uzyskując w ten sposób swój pełny, wieczny wyraz w człowieczeństwie.

## Działalność wydawnicza
W 1965 Witness Lee założył wydawnictwo The Stream Publishers, które kilka lat później zmieniło nazwę na Living Stream Ministry. W latach 1974–1994 wygłosił cykl ponad 2 tys. poselstw, znany jako "Studium życia Biblii" (Life-Study of the Bible), który następnie wydany został drukiem. To największe dzieło tego autora, stanowiące zarazem obszerny komentarz do wszystkich ksiąg biblijnych. Witness Lee był głównym redaktorem przekładu Nowego Testamentu na język chiński; pod jego kierownictwem dokonano też tłumaczenia Nowego Testamentu na język angielski (Recovery Version). Pozostawił po sobie kilka tysięcy wygłoszonych poselstw i ponad 400 pozycji książkowych. Jego publikacje doczekały się przekładów na czternaście języków. W Polsce pierwsze tłumaczenia jego tekstów ukazały się na początku lat 90. XX w. Dotychczas wyszło drukiem ponad 30 pozycji książkowych.